# Miyabea thuidioides
Miyabea thuidioides är en bladmossart som beskrevs av Brotherus 1921. Miyabea thuidioides ingår i släktet Miyabea och familjen Thuidiaceae. Inga underarter finns listade i Catalogue of Life.